# 男女りすなぁ若者語
男女りすなぁ若者語（だんじょりすなぁわかものがたり）は、1988年10月3日～1995年3月30日にかけて、TBCラジオ（東北放送）で月曜日から木曜日の21:00から23:00に放送されていたラジオ番組である。

## 概要
対象リスナー年齢は中学生・高校生などの若年層。前番組『今夜もラジオ!ハッピーナイト』の主な対象リスナー年齢が高めのアダルト層であり、本番組は前々夜ワイド番組『ラジオはAM翔んでけ電波』終了以来1年ぶりに復活した夜の若者向けワイド番組である。
本番組のパーソナリティのうち、本間秋彦は後継の平日夜ワイド番組『独占ラジオ丼〜生でゴメンネッ!〜』（ラジ丼）にも続投し、本番組スタートからラジ丼が終了する1999年9月まで11年間にわたって、TBCラジオの平日夜ワイド番組のメインパーソナリティを務めていた。
高橋長子と佐々木真奈美が共に本番組のパーソナリティだった1989年当時、「（胸が）無い。鉄板みたい」などとお互いの胸の小ささをいじり合っていたことがリスナー間で話題になっていた。

## パーソナリティ
- 月曜
  - 高橋長子（ちょうこねえ） （1988年10月から1990年3月）
  - 大浦まゆみ（おまゆ）[注釈 2] （1990年4月から1992年9月）
  - 佐藤育美 （1992年10月から1995年3月）
- 火曜
  - 佐々木真奈美
- 水曜・木曜
  - 本間秋彦
  - 山本陽子（アシスタント　1988年10月 - 1989年9月）
  - 山家久美（アシスタント　1989年10月 - ）
  - 赤間信子[5]（ジャッキー赤間）（アシスタント）
  - 渡辺真由美（アシスタント）（番組ではダダーン真由美やボンレス真由美と名乗っていた）

## 役名・グッズなど
- 図画工作 - 本間秋彦の番組中でのキャラクターの一つ。牡鹿町立漁業短期大学の先生ということになっている。
- クジラくん - 本間秋彦の番組のキャラクタの１つ[6]。
- ボブ - 本間秋彦の番組のキャラクタの１つ。「ほほーん、ばがおめー」が口癖で番組ジングルにもなる。モデルとなる人物は本間秋彦の友人で番組内に１度だけ出演し、「ほほーん、ばがおめー」と一言だけ発言した。
- 顔面コピー - 本間秋彦の顔面のコピー。妊娠するので注意と本人により説明されていた。
- 魔呼びふだ（魔呼びステッカー）
- シャイン - パーソナリティの写真にサインを加えたもの（佐藤育美のみ）。ADも一緒に写っていることがある。

## 主なコーナー

### 月曜のコーナー
高橋長子
- 長子の秘密情報局[7]
- 長子のいらっしゃいまほー（リスナーと電話でトーク）[7]
- 今週の早口言葉
（高橋長子がリスナー作の早口言葉に挑戦、言えなかった場合は当日の週のオリコン誌がプレゼントされた）[8]
- 未婚の理由[9]
- 今週のあら探し[9]
- 保健室だより（エッチネタ中心のコーナー）[9]

おまゆ〜佐藤育美
- 今週のわらしべ長者（おまゆパーソナリティ期から。ボールペンから始めていった物々交換企画。最終目標は億ションだったという[10]。1993年3月頃まで[11]）
- 愛にタロット（おまゆパーソナリティ期から[12]。本番組の末期まで放送[11]）
- お水だよ、全員集合！（おまゆパーソナリティ期、1990年10月頃から）
（当時、Mitsoukoの香水を匂わすというキャラで「お水パーソナリティー」として売っていたおまゆが、強い女性と、それにけなされる弱い男性を主人公にリスナーが作って送ったショートストーリーを雰囲気たっぷりに紹介。このコーナーでの決め台詞は「夜の蝶に必要なのは便利なミツバチだけ！」[13]）
- 育美とデート[14]（1993年4月頃から[11]）
- 育美のうしろ（夏季限定の怪奇体験談）
- それって変！
- 禁断のエクスタシー

### 火曜のコーナー
- 今週のおっとぼけヤロー
（“おとぼけ度”によって「ヒューッ、ポン!」という効果音の長さが決まる。おとぼけ度が無いと音が出ない場合もあった）[7]
- マナミの人生ってそんなもんじゃない[7]
- そんなもん知らねえよ[15]
- しりとればとなりの尻とった （リスナー同士の電話しりとり対決）[6]
- 横のものを縦にすると （外来語（横文字）を漢字と平仮名のみの日本語で表現）[16]
- おかあさんとヨイッショ!!
（リスナーが家族と一緒に電話出演、リスナーが家族にゴマをすって、その“ゴマすり度”によって最高1,000円のお小遣いがプレゼントされていた）[17]
- 輝け！TBC USO番組大賞[18]
- 夜霧よ今夜もリコーダー
- 若りす本舗
- 私って、おも子ちゃん？（思いこんでいた事や勘違いしていた事を告白する）

### 水・木のコーナー
- 方言クリニック[7]
- 恋は水玉 （リスナー同士の文通）[6]
- 歌さんの川柳教室
（佐藤辰雄ディレクターが寄せられた川柳に批評を付けた。“歌さん”とは佐藤Dの愛称で、桂歌丸に風貌が似ていることから）[8]
- 若りす・歌の採点
（リスナーから寄せられた、自分でが歌った歌を録音したカセットテープの中から毎回2本を放送。審査員もリスナーから電話で募集し、2本の内どちらが良いかを選んでもらっていた）[19]
- ジングル大作戦
（リスナー各々の自作によるジングルを募集。使う音楽、効果音、コメントなどを書いたはがき、ジングルを録音したカセットテープを募集。集まった中から選ばれたジングルは随時紹介、放送された）[9]
- 俺が黒澤だ （黒澤明になったつもりで映画のタイトル、ストーリー、キャストを考える）[16]
- ガンバレ高望山[16]
（高望山を始めとする宮城出身力士への応援メッセージ募集の他、当時宮城出身の幕内力士がいなくなっていたことから、どうすれば幕内力士を育てられるかというリスナーの案も募集していた）[16]
- ニュースの田んぼ[18]
- あなたの知らない世界（恐怖体験をモチーフにした、笑えるネタを紹介）[18]
- 江川卓の相談室（リスナーからの疑問・質問に本間が江川の声真似で答えていた）[18]
- 若りす三原則（あらゆる「三原則」ネタを紹介）[18]
- 若りす寄席（主になぞかけネタを募集）[18]
- 何でもベストテン
- なぜなんだスティーブ
- 街角シンデレラ
（リスナーからの情報が基の公開捜索企画。リスナーから捜して欲しい人についても募集していた[10]。1990年から1993年3月頃にはこのコーナーにアース製薬のスポンサーが付き「モンダミン劇場〜街角シンデレラ」というタイトルで放送されていた[11]）
- 今日のリピート
（22時台頭のコーナー。リスナーが電話で出演してその日の21時台の放送からもう一度聴きたい部分をリクエスト、スタッフが録音テープの中から時間内に捜し出していた）[7]
- くじら君のそれ知らんっとってんちんとんしゃん
- 来週のサザエさん
- ボンレス真由美の悶絶クイズ
- 夜の密室
- ヘンなリクエスト（コミックソング、俳優の知られざる歌唱曲、知る人ぞ知るアニメソングなど、一般的な「リクエスト」のコーナーでは扱われないような曲のリクエストを受け付けていた）

### その他
- 河北新報ニュース（本間が特にニュース担当のアナウンサーを弄るケースがあり、余りの弄りにニュースセンターから突っ込みを入れるアナウンサーもいた。
- 杜の都でファミリークイズ＆プロ野球クイズ[12][20]（ファミリークイズは10月から3月末まで、プロ野球クイズは4月から9月まで、当番組ではクイズの当選者も発表しプロ野球～は当日の経過・結果とクイズ当選者を発表し野球を余り知らない佐々木は淡々と伝え、それとは対照的に本間は自分のコメントをつけつつ伝えていた）
- 日清ナイトブレイク（22:30 - 22:40枠に設けられていた、日清食品提供のコーナー枠）[11]
- 若りす別冊新年号
（1990年1月1日の午前1時 - 午前7時までオールナイトで放送された特番。当時の全パーソナリティ、高橋・佐々木・本間の3人が総出演で放送。それまでのボツはがきの中から選ばれたリスナーの家に佐々木がラジオカーで訪れ、はがきの添削指導をしていた「夜の家庭訪問」、高橋・本間の掛け合いによるドラマ「夜の冗談劇場」、「宮城方言ベスト10」、「変なリクエスト特集」などの企画が放送された。そして初日の出が昇る時には、仙台市内のNTT送信所に佐々木とリスナー約200人が集合し「カップヌードルを食べながら初日の出を拝もう」という企画を行い、生中継された。宮城方言ベスト10の企画はこの後もこの年2月まで、名詞編、動詞編、形容詞編に分けて継続して募集、3月に各曜日でベスト10が発表された）[19][9]
- 公開録音イベント（富士通のPC「FM-TOWNS」プロモーションイベント「電脳遊園地」内で開催されたこともあった）
- ハガキ供養（1990年3月31日、大崎八幡宮にて実施）[10]
- 読みのこしハガキフラッシュ（各曜日エンディング前のコーナー）[21]

## 内包番組
- 杉山清貴 ロッテリアサウンドウエーブ（TBSラジオ制作、22時台　1988年10月 - 1989年3月）
- 独占!Jリーグエクスプレス（ニッポン放送制作、21:50　1993年10月 - 1995年3月）